# Hnat Chotkewycz

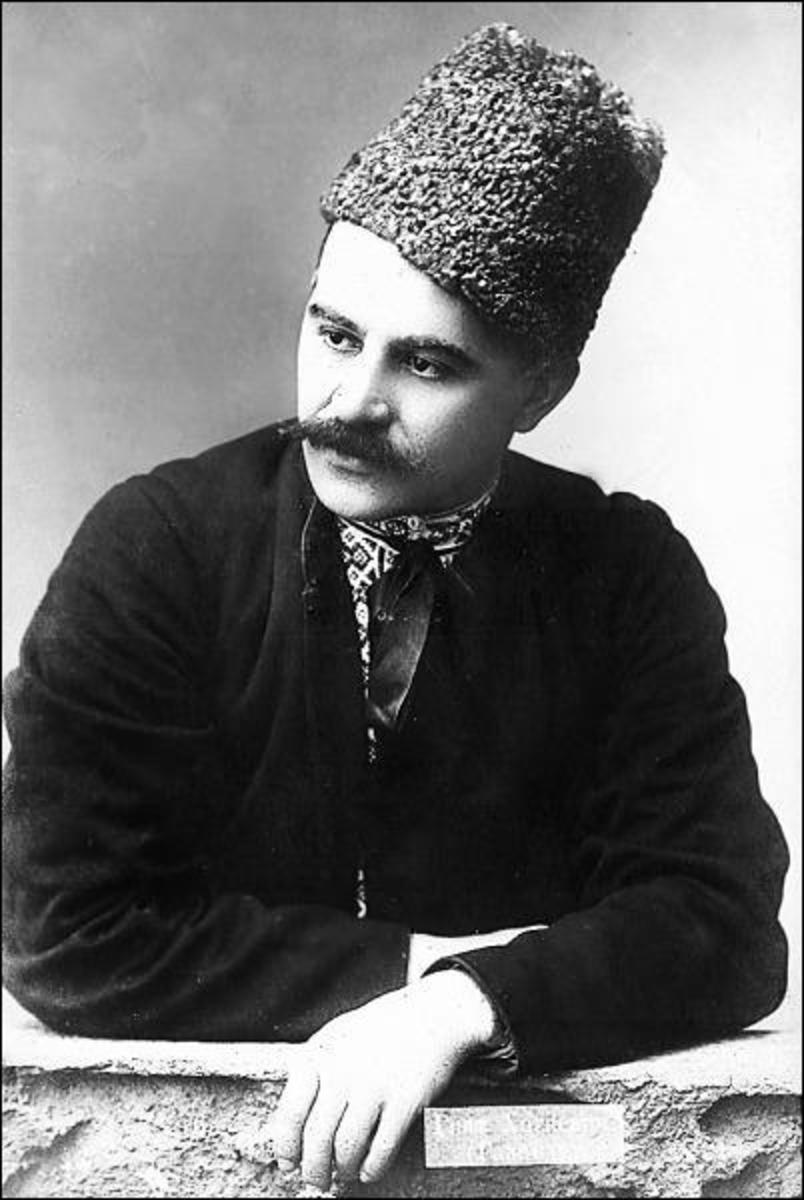
Hnat Chotkewycz

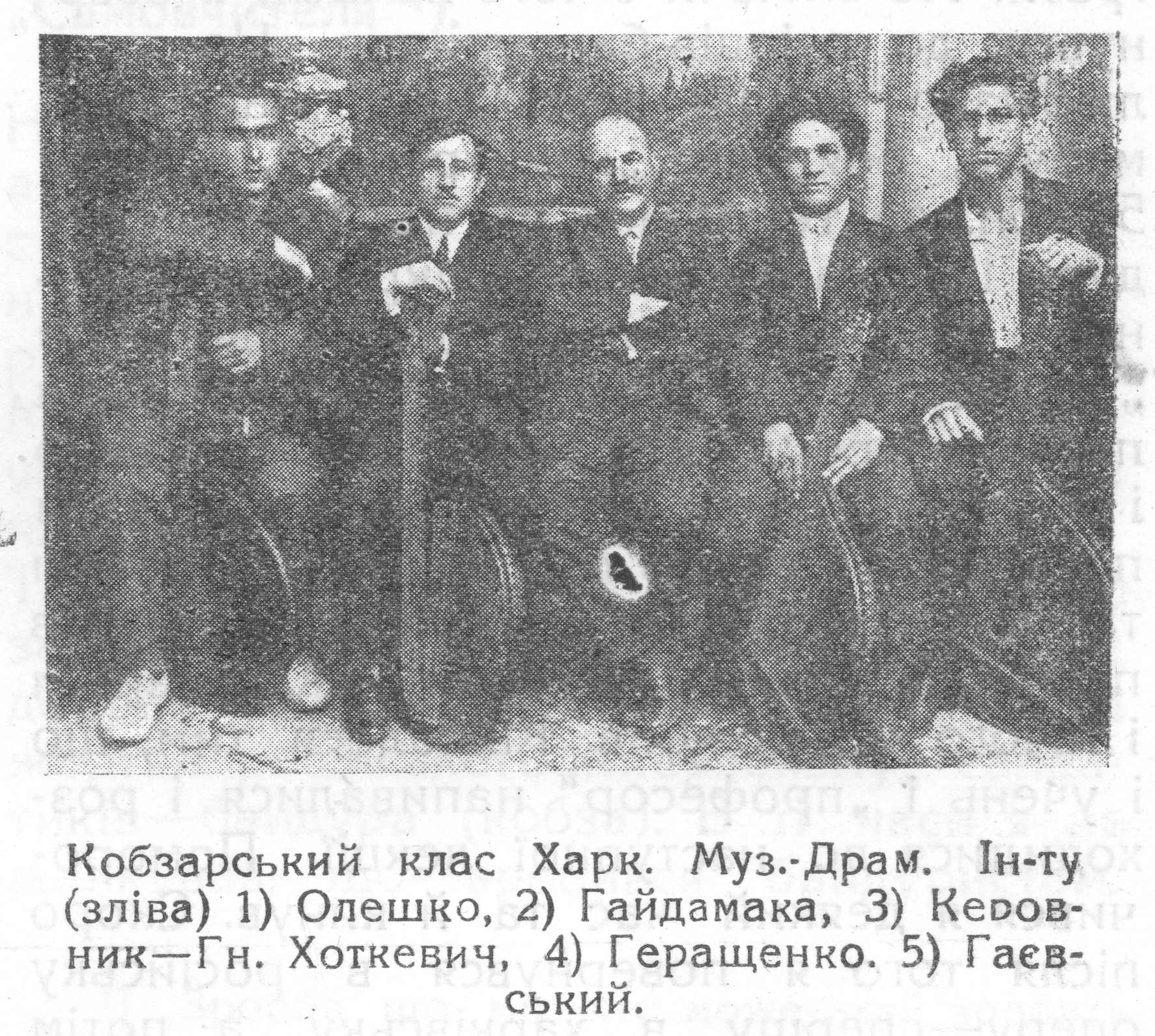
Hnat Chotkewycz z kwartetem bandurzystów - trzeci od lewej

Hnat Martynowycz Chotkewycz (także: Chotkiewicz, ukr. Гнат Хоткевич, ur. 31 grudnia 1877 w Charkowie, zm. 8 października 1938 tamże) – ukraiński pisarz, etnograf, kompozytor, tłumacz, muzykolog oraz bandurzysta.

## Życiorys
Zadebiutował w 1897 r. opowiadaniem pt. Hruzynka, które ukazało się we lwowskim czasopiśmie „Zoria”.
W 1900 r. ukończył studia w Instytucie Technologii w Charkowie, a gdy w wyniku kontaktów z Ukraińską Partią Socjaldemokratyczną relegowano go z uczelni, zaczął koncertować z kapelą bandurzystów Mykoły Łysenki. W 1902 r., podczas Zjazdu Archeologicznego w Charkowie, Chotkewycz zorganizował występ kobzarzy i lirników.
W 1909 r. wydał we Lwowie książkę o grze na bandurze dwudziestostrunowej, kolejna publikacje na ten temat jego autorstwa ukazały się w 1929 i 1930 roku. W 1909 r. założył teatr huculski z prawie 60-osobowym zespołem; grupa występowała na Huculszczyźnie, ale też we Lwowie, Czerniowcach i Warszawie.
Publikował prozę, poezję, podręczniki do nauki gry na instrumentach, teksty teoretyczne z dziedziny historii teatru, literaturoznawcze oraz muzykologiczne.
W 1912 r. został aresztowany w Kijowie i zmuszony do opuszczenia granic Ukrainy. Po 1933 wskutek szykan ze strony władz, nie mógł zarabiać na życie. W czasie „wielkiego terroru” aresztowany przez NKWD. 29 września 1938 „trójka specjalna” NKWD skazała go na karę śmierci „za udział w organizacji kontrrewolucyjnej”. Stracony 8 października 1938 w Charkowie. Po interwencji u Chruszczowa wdowy po Chotkewyczu, rehabilitowano go 11 maja 1956 roku.

## Utwory (wybór)
- Hruzynka, 1897 r. - opowiadanie, debiut[3]
- Portret, 1900 r. - opowiadanie
- Трое (pol. Troje), 1908 r., wyd. 1928 r. - opowiadanie[7]
- Перед дверима (pol. Przed drzwiami), ok. 1908 r., wyd. 1928 r. - opowiadanie[8]
- Так мусило бути (pol. Tak być musiało), ok. 1908 r., wyd. 1928 r. - opowiadanie[8]
- Підручник гри на бандурі (pol. Podręcznik gry na bandurze), 1909 r., 1929 r., 1930 r. - podręcznik
- Гуцульський рік (pol. Huculski rok), 1912 r. - dramat
- Камшна душа (pol. Kamienna dusza), 1911 r. - powieść[9]
- Гуцульські образки (pol. Huculskie obrazki), 1914–1915, wyd. w 1923 r. - proza
- Авірон (pol. Awiron), 1928 r.- powieść
- Довбуш (pol. Dowbusz), wyd. 1930 r. - powieść[9]
- Лихолiття (pol. Okres klęsk) - dramat[10]
- Вони (pol. Oni) - dramat[10]